# Modalt hjälpverb
Modala hjälpverb är hjälpverb som ändrar satsens modalitet. Liksom andra hjälpverb är modala hjälpverb relativt betydelsefattiga och används aldrig som enda verb i en sats, utan är överordnade en betydelserik, infinit verbfras. Modala hjälpverb används för att uttrycka i vilken mån ett satsinnehåll är sant, nödvändigt, möjligt eller avsiktligt.
Till exempel kan hjälpverbet vilja omvandla satsen Jag äter till Jag vill äta. Hjälpverbet vill gör att satsen uttrycker subjektets avsikt och önskan, utan att uttrycka sig om huruvida subjektet faktiskt äter.
De modala hjälpverben fyller den funktion som modusböjningen av verb fyller i många språk. Sålunda kan ett modalt hjälpverb motsvara ett modus, till exempel kunna som motsvarar potentialis eller vilja som motsvarar optativ (eller i vissa språk konjunktiv).
Till skillnad från huvudverb och vissa andra hjälpverb följs modala hjälpverb sällan av infinitivmärket att. Vissa hjälpverb betraktas emellertid som pseudomodala och kan uttryckas både med och utan att. Dessa är typiskt huvudverb som grammatikaliserats till modala hjälpverb, samtidigt som deras äldre betydelse lever kvar.
| Hjälpverb som sällan eller aldrig följs av att   | befinns, bör, får, kan, lär, må, måste, mäktar, nänns, råkar, ska, synes, tycks, tänker, tör, törs, verkar, vill                                                 |
| Hjälpverb som kan men inte behöver följas av att | avser, behöver, brukar, börjar, fortsätter, förefaller, förmår, gitter, hinner, ids, kommer, lyckas, orkar, pallar, slipper, slutar, tenderar, tål, vågar, ämnar |